# Valle di Teve
La valle di Teve è una valle dell'appennino abruzzese, nella catena del Sirente-Velino, che separa il gruppo dei Monti della Duchessa dal gruppo del Monte Velino, al confine fra Lazio e Abruzzo, lungo il confine tra la Riserva regionale Montagne della Duchessa e il Parco naturale regionale Sirente-Velino.

## Descrizione
Di origine glaciale, come testimoniato dalla sua classica forma a "U" e dalla presenza di elementi classici del passaggio dei ghiacci quali circhi glaciali e detriti morenici, la parte finale è simile per conformazione a quella di una gola con la parete del Murolungo a picco sul fondovalle. La parte iniziale della valle è piuttosto stretta e si sviluppa fra il costone del Murolungo a nord ed il monte Rozza a sud, risalendo poi gradualmente verso il versante nord del monte Velino e a sud del monte Costone (Capo di Teve).
I versanti della prima parte sono ricoperti di lecci mentre nel fondovalle si trova un querceto misto di roverelle e ornielli. Salendo la valle si allarga ed il querceto viene sostituito da una faggeta. Ancora più in alto la faggeta si dirada lasciando il posto ad arbusti di ginepro nano e uva ursina. Nella parte finale l'habitat è quello dei pascoli secondari. Le pareti rocciose del Murolungo a picco sulla valle sono dimora del grifone reintrodotto sulla metà degli anni novanta nell'adiacente parco regionale naturale del Sirente-Velino.
È raggiungibile dal borgo di Cartore, frazione di Borgorose, tramite una strada sterrata che consente di arrivare all'imbocco della valle detto Bocca di Teve (987 metri slm); da qui il percorso si sviluppa per circa 5 km fino a raggiungere Capo di Teve (1618 metri s.l.m.) in territorio abruzzese, raggiungibile anche dal passo Le Forche (1221 metri s.l.m.) nei pressi della valle Porclaneta a Rosciolo dei Marsi.